# SPTBN5
SPTBN5‏ (Spectrin beta, non-erythrocytic 5) هوَ بروتين يُشَفر بواسطة جين SPTBN5 في الإنسان.